# L'Avenir d'une illusion
Ne doit pas être confondu avec Le Passé d'une illusion.
L'Avenir d'une illusion est un ouvrage de Sigmund Freud, paru en 1927 sous le titre original Die Zukunft einer Illusion et traduit en français par Marie Bonaparte dès 1932. Sa publication suit celle de La question de l'analyse profane (1926) et précède celle de Malaise dans la civilisation (1930).

## Histoire du livre
Dans l'œuvre de Sigmund Freud, la publication de L'Avenir d'une illusion (Die Zukunft einer Illusion)  fait suite, en 1927, à celle de La question de l'analyse profane (1926) et précède la parution, en 1930, du Malaise dans la civilisation (ou Malaise dans la culture),. D'après Élisabeth Roudinesco et Michel Plon, la thématique réunissant ces trois livres est à lire dans une lettre de leur auteur à Oskar Pfister, datée du 25 novembre 1928, où Freud précise qu' « en traitant de l'analyse profane il entendait protéger la psychanalyse contre les médecins alors que dans L'Avenir d'une illusion il cherche à la défendre contre les prêtres ». 
Freud commence de travailler à cette étude vers mai 1927, en la soumettant en septembre à l'appréciation de Max Eitingon (la lettre de Freud du 10 octobre à Eitingon et celle à Ferenczi du 23 octobre montrent que le livre est destiné d'abord à « renflouer l'Internationaler Psychoanalytischer Verlag », dont la situation est alors précaire). Les épreuves sont prêtes en octobre et le livre paraît en novembre 1927. L'ouvrage est traduit en français pour la première fois en 1932 par Marie Bonaparte sous le titre L'Avenir d'une illusion,. Il est traduit pour la première fois en anglais en 1928 par W.D. Robson-Scott sous le titre The Future of an Illusion, titre repris par James Strachey en 1961 dans la Standard Edition.
Le livre s'est d'abord appelé L'avenir de nos illusions. Son titre est probablement emprunté à la pièce de théâtre Liluli (1919) de Romain Rolland, qui en avait envoyé un exemplaire à Freud en 1923 avec la dédicace suivante : « Au destructeur d'illusions, Prof. Dr. Freud ». Selon Élisabeth Roudinesco et Michel Plon, Rolland « s'appuiera sur l'ouvrage de Freud  pour soutenir sa thèse d'un “sentiment océanique”, forme première d'un besoin religieux chez tout homme », thèse dont Freud discutera à son tour la validité dans Le Malaise dans la civilisation. C'est ainsi, écrit Odon Vallet, que « le lien entre L'Avenir et le Malaise passe par Romain Rolland », Liluli étant l'onomatopée d' « Illusion » : dans le Malaise, Freud se démarque de cette notion de « sensation océanique », en déclarant qu'il ne lui est pas possible de découvrir en lui-même « pareil sentiment “océanique” ».

#### Texte de référence
- Sigmund Freud (trad. de l'allemand par Anne Balseinte, Jean-Gilbert Delarbre, Daniel Hartmann), L'Avenir d'une illusion [« Die Zukunft einer Illusion »], Paris, PUF, coll. « Quadrige Grands textes », 23 décembre 2004, 6e éd. (1re éd. 1994 OCF.P XVIII), 61 p. (ISBN 978-2-13-054702-0) ;  PUF / Quadrige, 2013,  (ISBN 9782130619567), mis en ligne sur Cairn.info le 07/06/2017,  (ISBN 9782130809678) [lire en ligne]

#### Études et commentaires
: document utilisé comme source pour la rédaction de cet article.
(Dans l'ordre alphabétique des noms d'auteurs : )
- Jacques André, « Préface » à Sigmund Freud, L'avenir d'une illusion, Paris, Presses Universitaires de France, « Quadrige », 2013, p. V-XVI. [lire en ligne]
- Dalibor Frioux, L'Avenir d'une illusion de Freud, vol. 23, Rosny-sous-Bois, Éditions Bréal, coll. « La Philothèque », 2005 (ISBN 978-2-7495-0559-6)
- François Pommier, « Psychanalyse et croyance, autour de L’Avenir d’une illusion », Les Lettres de la SPF, 2016/2 (N° 36), p. 135-143. DOI : 10.3917/lspf.036.0135. [lire en ligne]
- Alain Rauzy, Notice pour L'avenir d'une illusion, dans OCF.P, tome XVIII, Paris, PUF, 1994, p. 142-143, collection Quadrige, 2013, [lire en ligne].
- Elisabeth Roudinesco et Michel Plon, Dictionnaire de la psychanalyse, Paris, Fayard (maison d'édition), coll. « La Pochothèque », 2011 (1re éd. 1997) (ISBN 978-2-253-08854-7), « Avenir d'une illusion (L'-) », p. 127-130.
- Odon Vallet, « Avenir d'une illusion (L'-) », dans Alain de Mijolla, Dictionnaire international de la psychanalyse, Hachette Littératures, 2005, p. 185-186.